# Leptorhoptrum robustum
Leptorhoptrum robustum là một loài nhện thuộc chi đơn loài Leptorhoptrum trong họ Linyphiidae. Chúng được Johan Peter Westring miêu tả năm 1851.